# Ereignis am Rio Curuçá 1930
Koordinaten: 5° 1′ 0″ S, 71° 38′ 0″ W
Das Ereignis am Rio Curuçá 1930 bezeichnet den mutmaßlichen Herabfall von bis zu drei Meteoriten oder Boliden am 13. August 1930 über dem Gebiet des Rio Curuçá, in Atalaia do Norte (damals Benjamin Constant), Brasilien. Es beruht auf dem Bericht eines einzelnen Forschers, der Zeugen des Ereignisses befragte und dann einen Brief an die Vatikanische Sternwarte schrieb.

## Überblick
Fünf Tage nach dem mutmaßlichen Niedergang der Objekte reiste der Franziskanermönch Fedele d’Alviano in die Region und befragte mehrere hundert Augenzeugen. Ihren Berichten zufolge sei am Morgen des 13. August 1930 gegen 8 Uhr ein feiner weißer Staub in der Region niedergegangen. Das Tageslicht habe sich rot verfärbt. Danach sei ein ohrenbetäubendes Pfeifen zu hören gewesen. Flussfischer hätten große Feuerbälle beobachtet, und es sei zu drei deutlich unterscheidbaren Explosionen gekommen, die über hunderte Kilometer wahrgenommen wurden. Dazu habe die Erde gebebt. Der Staub- oder Aschefall habe sich bis Mittag fortgesetzt. Das Ereignis hatte die Einwohner stark verstört. Auch in dem über 300 Kilometer entfernten Ort Remate de Males (heute Atalaia do Norte) wurde eine Explosion vernommen. Die Bewohner hielten sie für einen Munitionstest in dem Militärstützpunkt von Tabatinga. Das Observatorium San Calixto in La Paz in Bolivien zeichnete an diesem Tag in einem Zeitraum von wenigen Sekunden drei Erschütterungen auf, die sich etwa um 8 Uhr und vier Minuten Ortszeit ereigneten. Diese waren jedoch zunächst einem vermeintlichen Erdbeben zugeordnet worden, dessen Epizentrum in Peru oder Bolivien vermutet wurde. Die vatikanische Tageszeitung L’Osservatore Romano sowie die Zeitung Daily Herald, ein Vorläuferblatt von The Sun, berichteten 1931 über den Vorfall. Dieser fand darüber hinaus kaum Beachtung, jedoch widmete der russische Mineraloge Leonid Alexejewitsch Kulik 1931 dem Ereignis einen Artikel, in dem er einen Vergleich mit dem Tunguska-Ereignis anstellte. Diese Veröffentlichung wurde 1989 durch N. Vasilyev und G. V. Andreev in dem Journal WGN der International Meteor Organisation, Ausgabe 17:6, erneut aufgegriffen. Der britische Astronom Mark E. Bailey befasste sich 1995 mit den Veröffentlichungen und stellte Überlegungen über die Art des Ereignisses an. Demnach sei es in der Gesamtschau plausibel, dass ein kometenähnliches Objekt die Erde getroffen und durch Staub und Fragmente, eventuell einen Kometenschweif, die Morgensonne abgedunkelt habe. Er wies darauf hin, dass sich das Ereignis während der Hochphase des jährlichen Perseiden-Stroms ereignet habe. Ein eindeutiger Zusammenhang konnte jedoch nicht hergestellt werden. Der Niedergang von Staub oder Asche vor dem Einschlag bzw. der Detonation sei jedoch weder plausibel noch erklärlich und beruhe wahrscheinlich auf Erinnerungsfehlern.
Angeregt durch Baileys Artikel und auf der Grundlage von Bildern der Landsat-Satelliten, versuchte der brasilianische Astrophysiker Ramiro de la Reza, ein sogenanntes Astroblem zu finden – die Überreste eines Meteoriteneinschlagskraters. Er untersuchte eine kreisförmige Fläche mit einem Durchmesser von 1 km südöstlich des Dorfes Argemiro, fand aber keine eindeutigen Hinweise auf einen Einschlag.
In der ersten Juniwoche 1997 leitete de la Reza eine von Rede Globo organisierte und vom Fernsehsender Australian Broadcasting Corporation mitfinanzierte Expedition in die Region, in der das Ereignis stattgefunden haben soll. Nachfolgende Forscher kamen zu dem Schluss, dass die kreisförmige Erscheinung nichts mit dem berichteten Ereignis zu tun hat und kein Einschlagskrater ist.
Unter der Annahme, dass es sich bei dem gemeldeten Ereignis um die Luftdetonation eines Meteors handelte, haben verschiedene Forscher die ursprüngliche Masse des Objekts auf 1.000 bis 25.000 Tonnen geschätzt. Die Schätzungen für die freigesetzte Energie schwanken zwischen 9 Kilotonnen, 100 Kilotonnen und 5 Megatonnen, wobei die meisten Schätzungen die Energie auf unter 1 Megatonne beziffern.